# Palomas (Badajoz)
Palomas ist ein Dorf und eine Gemeinde (municipio) mit 662 Einwohnern (Stand: 2024) im Zentrum der spanischen Provinz Badajoz in der Autonomen Gemeinschaft Extremadura. 

## Lage
Palomas liegt etwa 90 Kilometer ostsüdöstlich der Provinzhauptstadt Badajoz und etwa 27 Kilometer südsüdöstlich von Mérida in einer Höhe von ca. 325 m. Das Klima im Winter ist gemäßigt, im Sommer dagegen warm bis heiß; die eher geringen Niederschlagsmengen (ca. 448 mm/Jahr) fallen – mit Ausnahme der nahezu regenlosen Sommermonate – verteilt übers ganze Jahr.

## Bevölkerungsentwicklung
| Jahr      | 1970 | 1981 | 1991 | 2001 | 2011 | 2021 |
| Einwohner | 806  | 704  | 703  | 712  | 714  | 675  |

## Sehenswürdigkeiten
- Kirche Mariä Gnade (Iglesia de Nuestra Señora de Gracia)

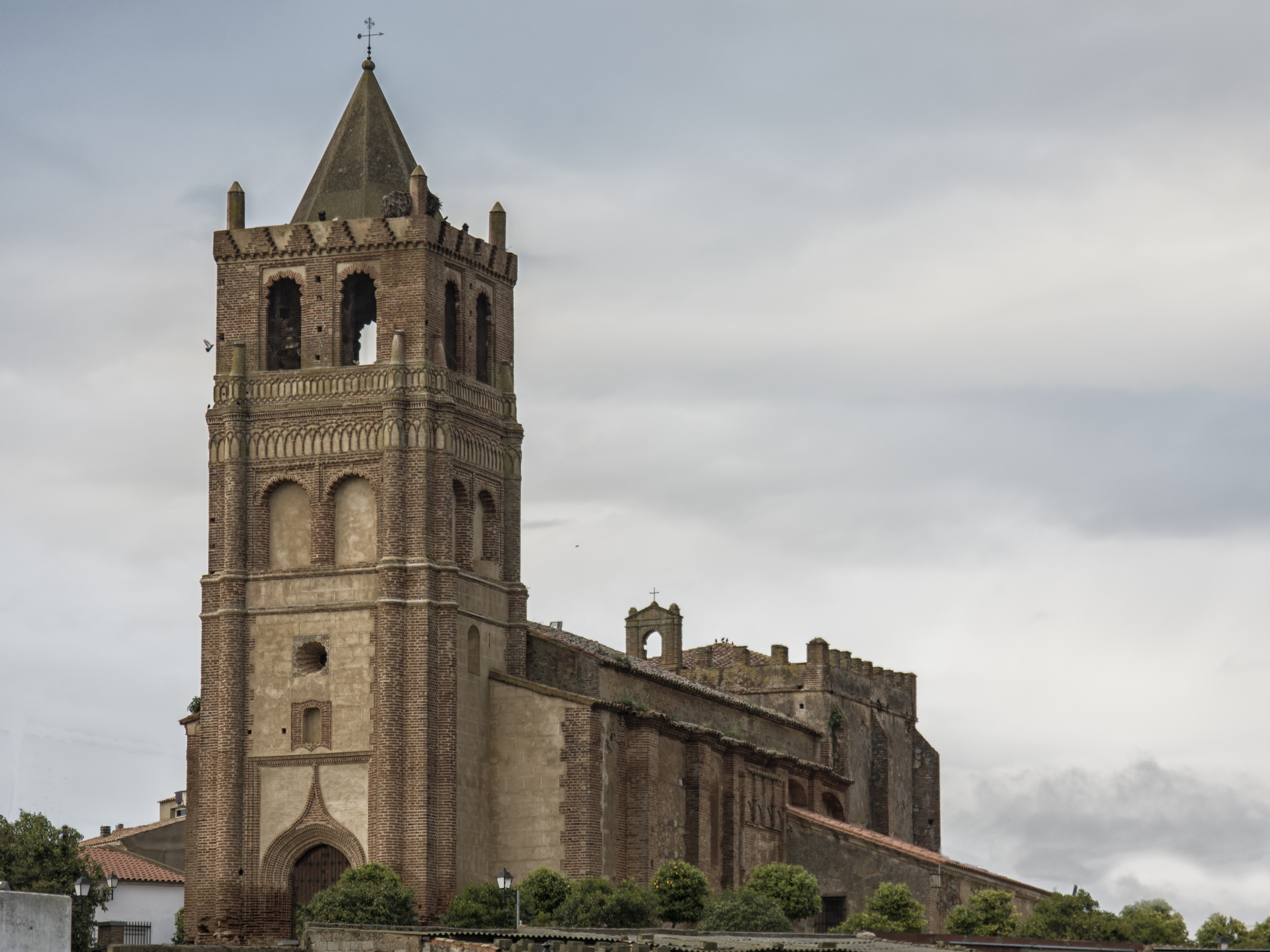
Kirche Mariä Gnade